# 兼平綱則
兼平綱則（？—1625年），是日本戰國時代、江戶時代前期的武將，津輕氏（大浦氏）的家臣。
為津輕為信竭盡心力，非常武勇。主要參與的戰役有和德城攻略戰、浪岡城攻略戰、大光寺城攻略戰、六羽川之戰、田舍館城攻略戰。與森岡信元、小笠原信淨等人並稱津輕三老。

## 相關作品
- 津輕風雲錄 - 長部日出雄著